# 매슈 원
매슈 원 OAM(영어: Matthew Wearn OAM, 1995년 9월 30일~)은 오스트레일리아의 요트 선수이다. 2020년 하계 올림픽과 2024년 하계 올림픽에서 남자 레이저 금메달을 획득했다.